# Amietina cambeforti
Amietina cambeforti är en skalbaggsart som beskrevs av Branco 1989. Amietina cambeforti ingår i släktet Amietina och familjen bladhorningar. Inga underarter finns listade i Catalogue of Life.